# Burg Takashima
Die Burg Takashima (japanisch 高島城, Takashima-jō) befindet sich in der Stadt Suwa, Präfektur Nagano. In der Edo-Zeit residierten dort die Suwa, die zu den kleineren Fudai-Daimyō gehörten.

## Geschichte

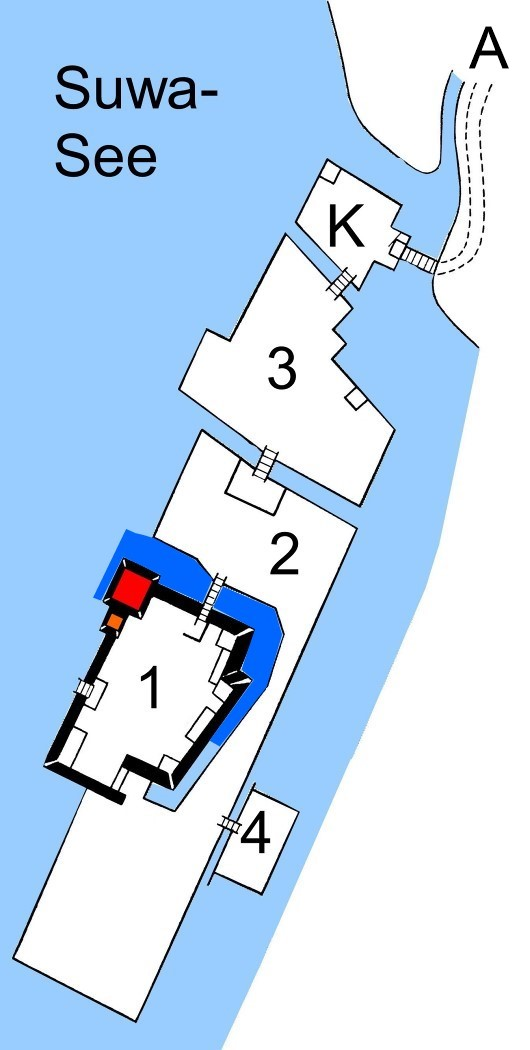
Die Burg:
1: Hommaru
2: Ni-no-maru
3: San-no-maru
4: Minami-no-maru
K: Koromo-no-nami kuruwa
A: Allee
Rot: Burgturm

Die Burg Takashima war seit alten Zeiten Sitz der Suwa-Daimyō. Die Suwa waren ursprünglich Oberpriester am dortigen Schrein gewesen und hatten als Grundbesitzer Einfluss besessen. 1553 besetzte Takeda Shingen die Burg und gab sie an Itagaki Nobukata. 1582 wurde sie von Oda Nobunagas Truppen zerstört. Danach plante 1590 ein Vasall Toyotomi Hideyoshis, Hineno Takayoshi (日根野 高吉; 1539–1600) den Wiederaufbau, der dann von seinem Sohn Yohikaira (吉明; 1587–1656) ausgeführt wurde. Im Jahr 1601 wurde Yoshiakira versetzt, und mit Suwa Yorimizu (諏訪 頼水; 1571–1641) übernahm wieder ein Suwa die Burg. Die Suwa blieben nun bis zur Meiji-Restauration 1868 Burgherren von Takashima.

## Die Anlage
Die Burg war ursprünglich auf einer Landzunge parallel zum Ufer in den Suwa-See hinein gebaut worden, so dass der See als Graben genutzt wurde. Zudem musste nur die Seite zum Ufer durch starke Mauern geschützt werden. Von Norden nach Süden folgten aufeinander hinter dem Haupttor (大手門, Ōte-mon), die Bastion Koromo-no-nami (衣之波曲輪, Koromo-no-nami kuruwa), dann über eine Brücke das San-no-maru (三の丸), über eine weitere Brücke das Ni-no-maru (二ノ丸), das den zentralen Bereich, das Hommaru (本間), an drei Seiten umgab. Während der Edo-Zeit nahm dann die Verlandung zu, so dass in den 1850er Jahren an der Westseite sich niedrige Felder erstreckten.
Heute liegt die Burg, von der nur das Hommaru übrig blieb, mitten in der Stadt Suwa und ist seit 1876 öffentlicher Park. Dabei blieb an der Nord- und Ostseite der Wassergraben erhalten. 1970 wurden der Burgturm mit seinem Nebenturm und Wachtürme wieder errichtet. Die Dächer des Burgturms waren ursprünglich mit Schindeln gedeckt, diese wurden beim – nicht exakten – Nachbau durch Kupferblech ersetzt. Die zur Burg führende Allee (A) existiert noch. Nur sind die ursprünglichen Ahorn-Bäume durch die japanische Ulme ersetzt worden.

## Bilder

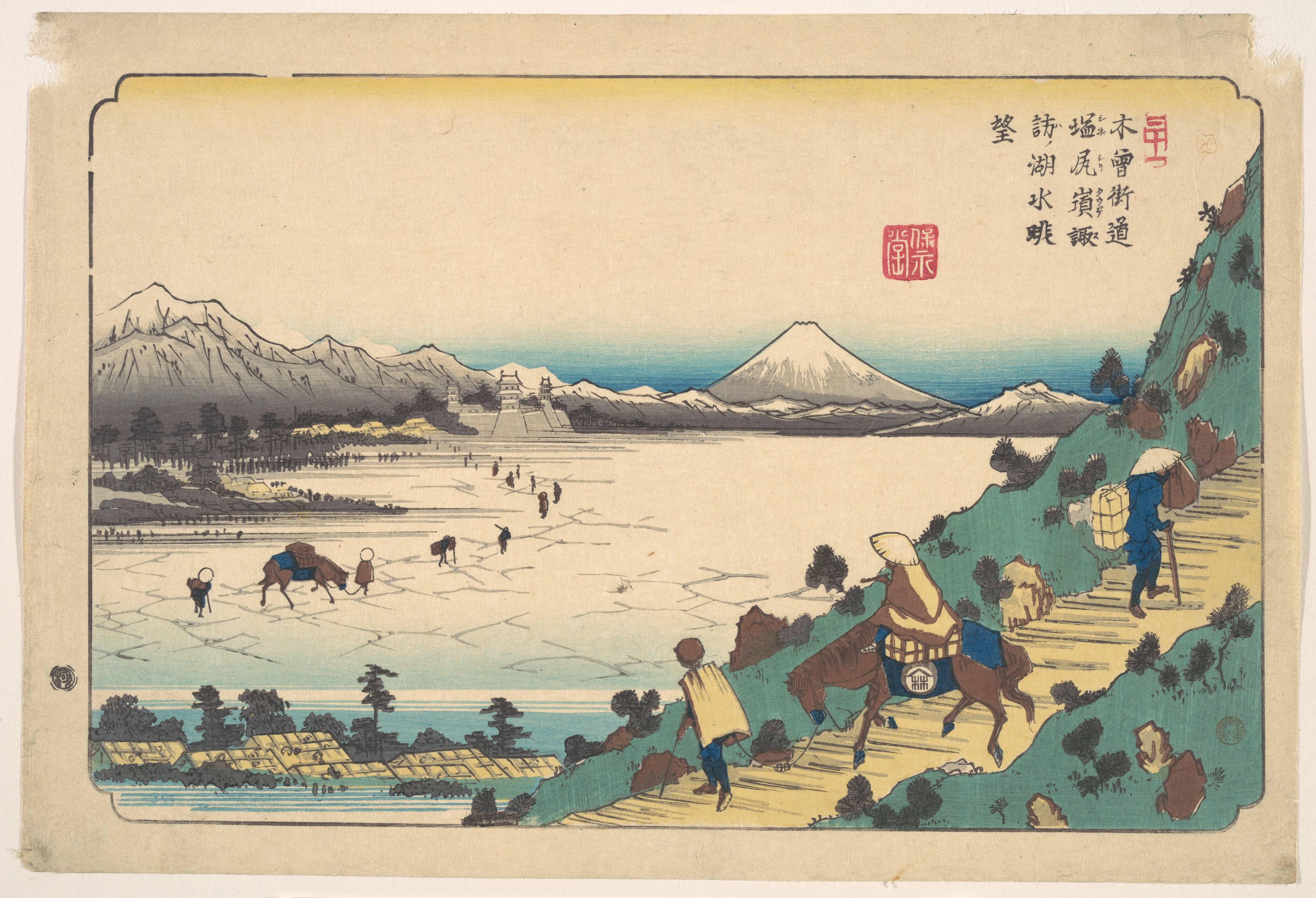
Blick über den See auf die Burg[A 1]
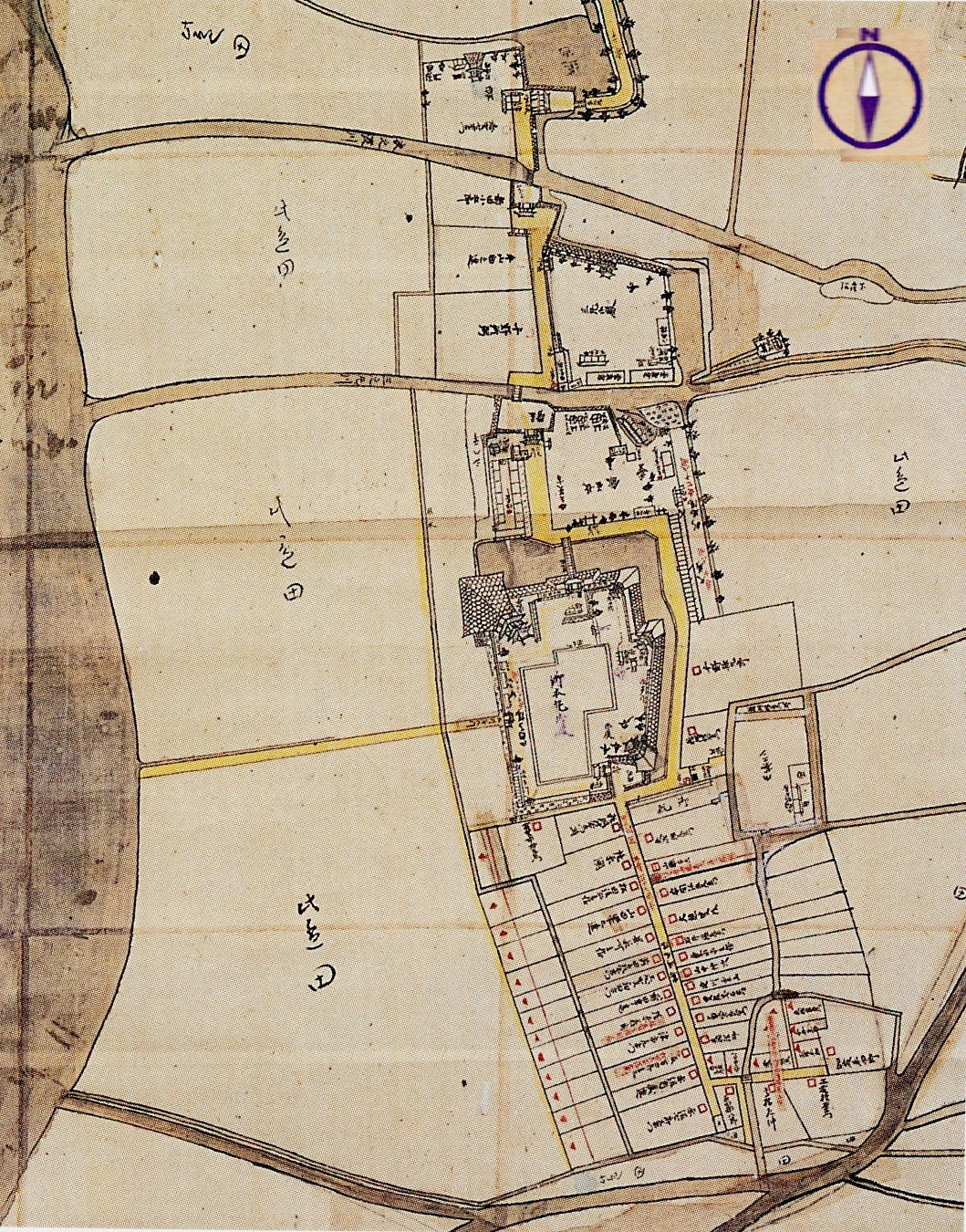
Lage der Burg 1868
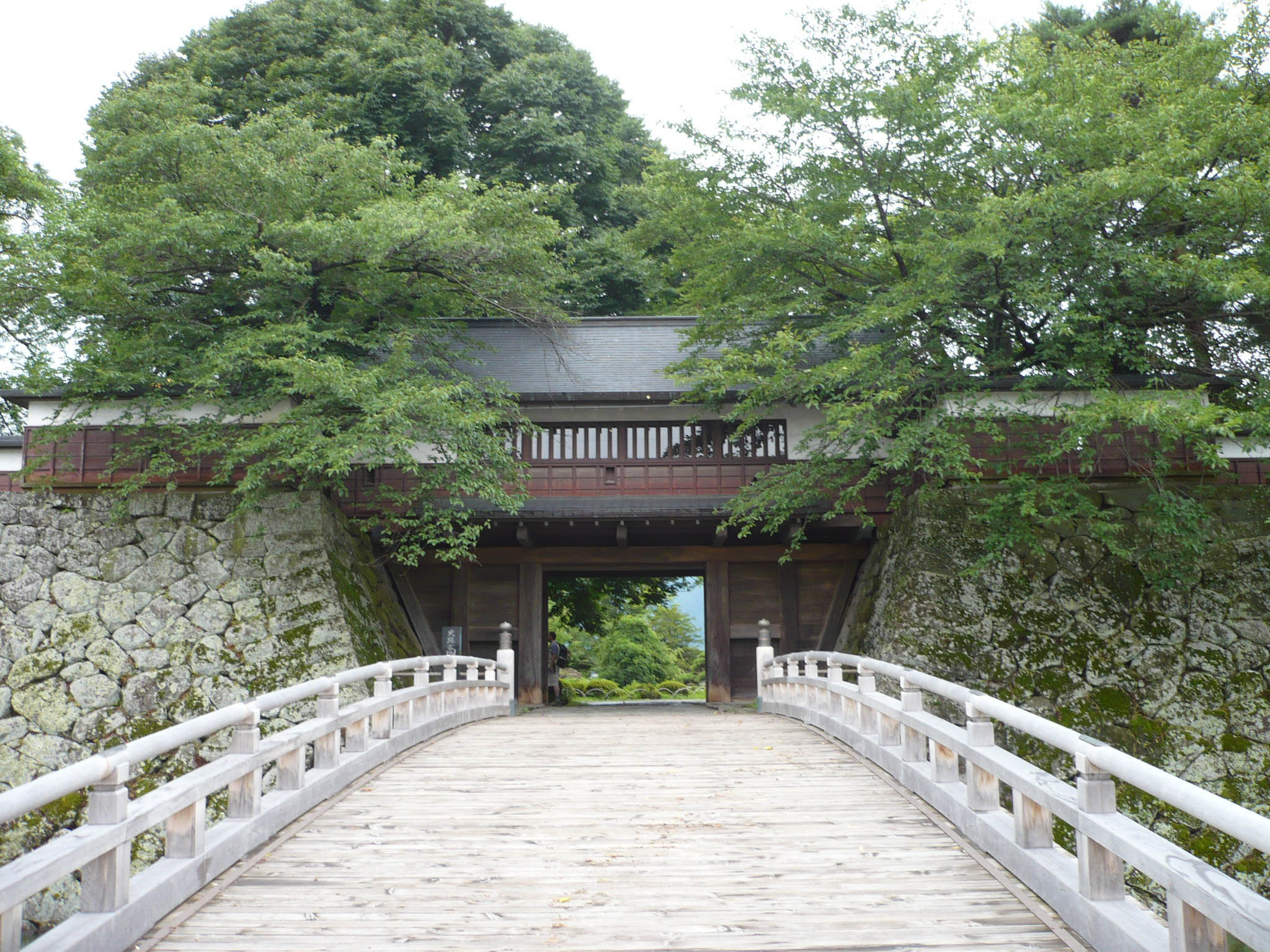
Burgtor, außen
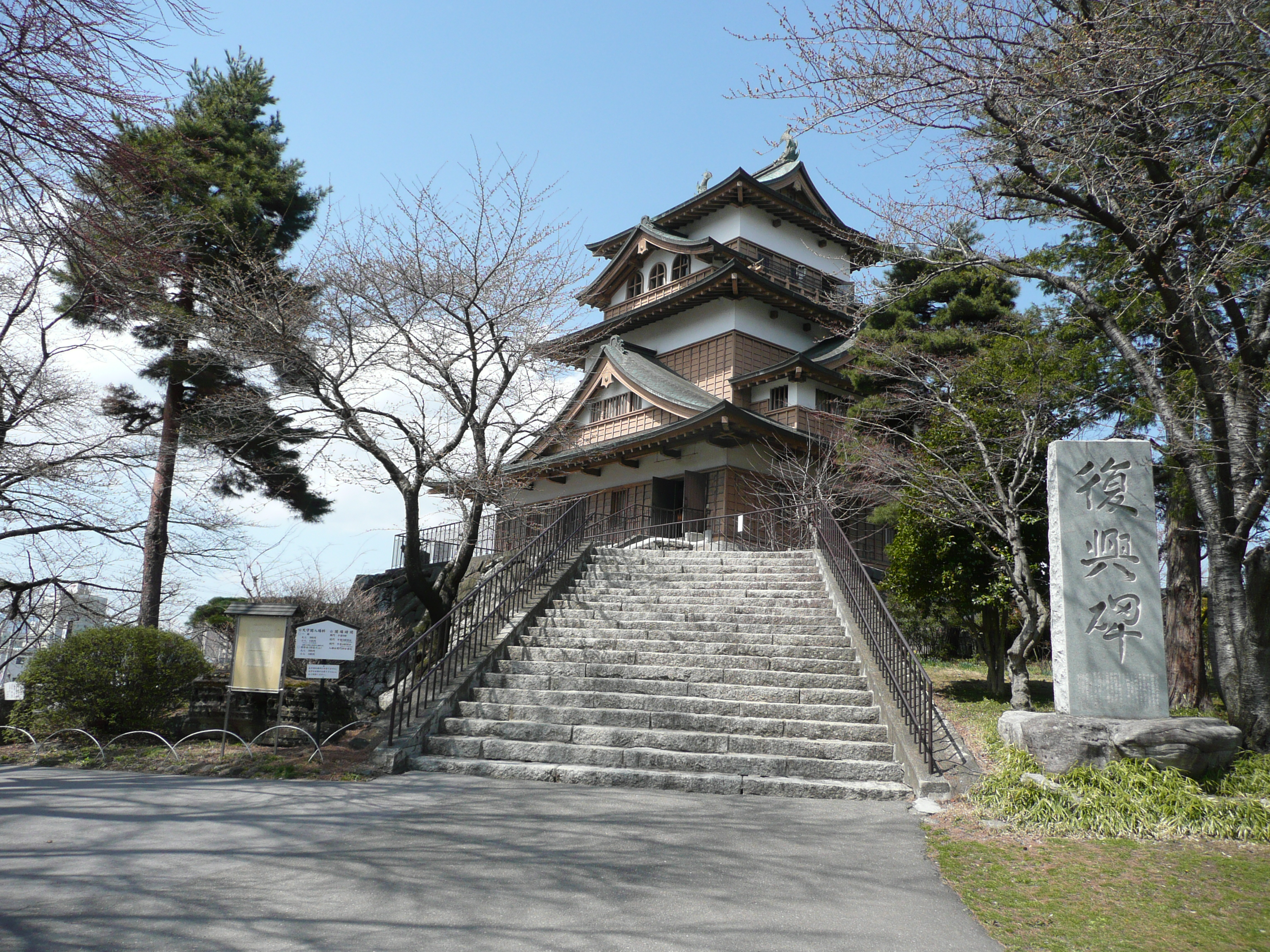
Burgturm, vom Park aus gesehen
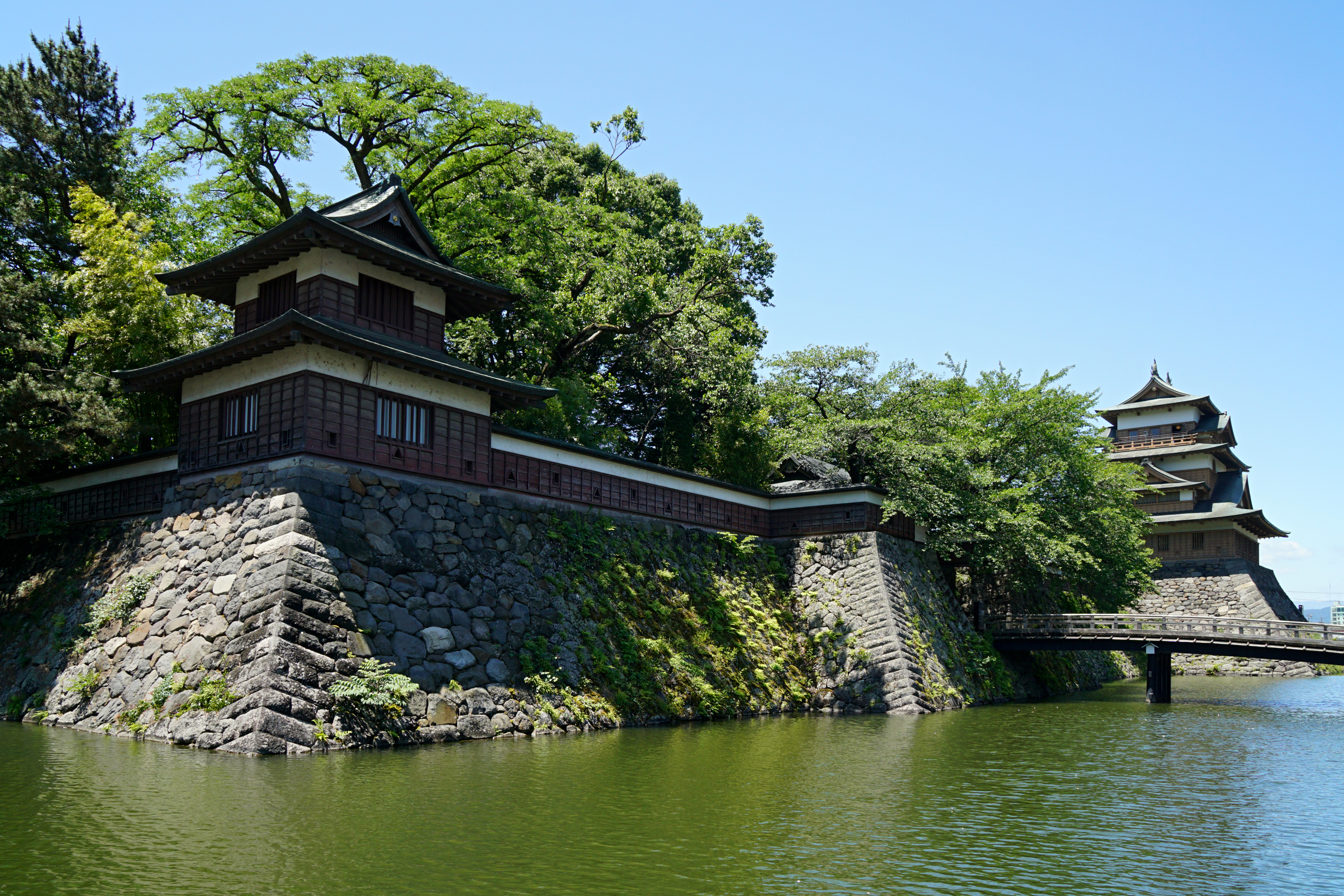
Wasserseite mit Burgturm hinten
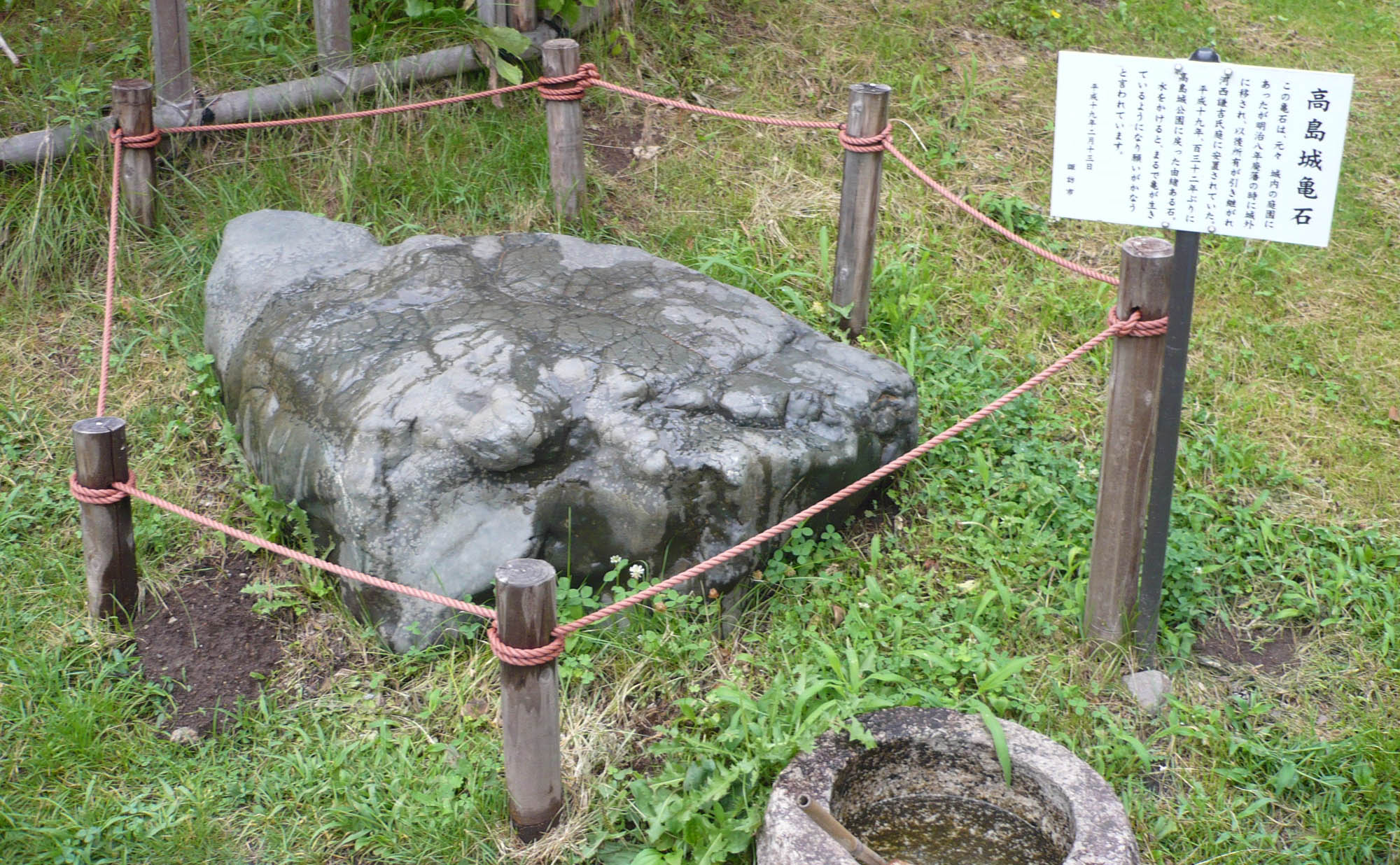
Schildkröten-Stein